# Реріх Микола Костянтинович
Микола Костянтинович Реріх (27 вересня (9 жовтня) 1874, Петербург, Російська імперія — 13 грудня 1947, Наггар, Хімачал-Прадеш, Індія) — російський художник, філософ, археолог, мандрівник і письменник. Закінчив Петербурзьку академію мистецтв (учень А. Куїнджі), з 1909 акад.; працював також в Україні в галузі монументального мистецтва; з 1920 року перебував у США та Індії. У 1903–1906 роках за ескізами Реріха виконано дві мозаїки («Покрова») для церкви у с. Пархомівці на Київщині, 1910 мозаїки для Троїцького собору Почаївської лаври.

## Життєпис
Народився в 1874 в Петербурзі у сім'ї юриста. Там же закінчив гімназію, а потім юридичний факультет університету і паралельно Академію мистецтв у класі професора Архипа Куїнджі.
У юному віці перебував під впливом таких видатних українців свого часу як Тарас Шевченко, Микола Гоголь, Архип Куїнджі, Микола Костомаров, Данило Мордовцев, Михайло Микешин. Останній зауважує незвичайні художні здібності у Миколи, дає перші уроки малювання і переконує батька віддати хлопця в ту ж художню академію, у якій вчився і жив Тарас Шевченко, меморіальну майстерню якого утримував Микешин. У ній же Микешин давав і перші уроки Миколі. Там Реріх почув і побачив твори Шевченка. Вони його вразили назавжди. «Кобзар» став настільною книгою для Реріха. Він провезе її потім з собою по всьому світу і вперше ознайомить з «Кобзарем» Індію. Ось що розповів найстарший син Реріхів, Юрій, під час перебування у Києві в січні 1959 року:
|  | „Кобзар“ належав до улюблених книжок батька і часто читався в сімейному колі Реріхів. Батько впродовж всього життя дуже любив Шевченка. Реріх багато подорожував і захоплювався Україною, її мовою і культурою. „Я не знаю таких співучих і музикальних народів, як український і прибалтійський“ — писав він на схилі життя. |

Знання історії, захоплення археологією і етнографією дали йому можливість з легкістю малювати картини на теми Давньої Русі, створювати жанр історичного пейзажу. Глибокий сприйнятливий природний розум, прагнення й уміння повсякчас поповнювати знання і дивовижна працездатність — усе це дозволило Миколі Костянтиновичу ще замолоду стати енциклопедично освіченою людиною.
Роздуми Реріха як історика і філософа були направлені на вивчення спільності коренів культур Заходу і Сходу. У 20-х роках, на основі отриманих раніше запрошень, М. К. Реріх організовує виставки своїх картин в Швеції, Данії, Центральній Європі, а потім в США. Виставки принесли художнику всесвітню славу. В Нью-Йорку був створений музей і культурний центр ім. М. К. Реріха. Саме в Америці набрала реальних форм ідея художника про центральноазійську експедицію.
Експедиція тривала чотири з половиною роки. За цей час були зібрані колекції, записані древні перекази та легенди Сходу, які дали можливість порівняти їхній зміст із європейськими сагами, билинами, піснями і дійти висновку про спільність коренів двох регіонів і єдність індоєвропейської культури.
Ніхто, мабуть, не зробив так багато за своє життя, як Микола Костянтинович і його дружина Олена Іванівна. Понад сім з половиною тисяч живописних полотен, дванадцять книг складної філософської системи «Жива Етика», численні літературно-філософські твори, організація різних культурних закладів у Європі та Америці, зокрема, відомий Музей М. Реріха в Нью-Йорку, дві великі експедиції, організація Інституту гімалайських досліджень в Кулу (Індія), з якими співпрацювали найвидатніші вчені світу — від Альберта Ейнштейна до Миколи Вавилова.
Був ініціатором Пакту про захист культурних цінностей під час збройних конфліктів.
Картини Реріха відображають духовний злет художника, здатного фарбами на полотні піднімати глибокі філософські проблеми, які хвилювали і будуть хвилювати людство, допоки існує життя на Землі. Дивлячись на його роботи, відчуваєш печать вічності і мудрого спокою, велич і значущість.
В театральному мистецтві М. К. Реріх здійснив революцію. Разом із Бенуа (французький художник) сприяли тому, аби театрально-декоративне мистецтво стало самостійним жанром поряд із акторським, режисерським, музичним. Слава Реріха-художника перекрила славу Реріха-поета. А однак літературна творчість Миколи Костянтиновича — це не лише своєрідне вираження його світогляду, але й оригінальне явище російської літератури початку ХХ ст. Ця творчість несе у собі відлуння синтезу двох великих культур — західної і східної.
Пафос реріхівського мистецтва в перетворенні людини, в розширенні та витонченні свідомості, в закликах іти шляхом світла. Реріх поєднує найновіші досягнення науки з давніми віруваннями. Для нього не існує часу плинного, істини тимчасової. Прагнення до Вічності — характерна риса творчості Реріха.

## Вступ
Реріх — художник-учений, художник-літератор, художник-філософ. Його творчість — явище виняткове в історії російського і світового мистецтва. Його полотна привабливі своєрідністю сюжетів, поетичністю, глибоким символізмом, а яскраве життя подібне до дивовижної легенди. Почавши свій шлях в Росії, пройшовши Європу і Америку, він закінчив його в Азії. Про Миколу Реріха його син — художник Святослав Реріх, що жив в Індії, згадував так:
|  | Це була людина з ясною і задумливою особистістю. Його фіолетово-сині очі часом могли ставати абсолютно темними. У нього завжди був спокійний голос, він ніколи не підвищував його, і весь вираз його обличчя відображав ту дивовижну витримку і самовладання, які були основою його характеру. Це був спокій неабиякої людини, серйозної і привітної, вдумливої, з напрочуд гострим чуттям гумору. У всіх його рухах була урівноважена гармонія. Він ніколи не поспішав, та все ж його продуктивність була дивовижною. Він писав крупним і ясним почерком, ніколи не виправляючи і не міняючи своїх пропозицій і слів, а тим паче своїх думок. За всіх обставин, у найскрутнішому становищі він залишався спокійним і витриманим і ніколи не вагався у своїх рішеннях. |

Художня спадщина Реріха величезна. Картини, ескізи декорацій, малюнки Реріха зберігаються в музеях і приватних колекціях багатьох країн світу. У Радянському Союзі великі зібрання творів Реріха, окрім Державної Третьяковської галереї і Музею мистецтва народів Сходу в Москві, містяться в Державному російському музеї в Ленінграді, в Горьківському художньому музеї та в Новосибірському державному художньому музеї.
Картини Реріха в Державній Третьяковській галереї відображають головні етапи його творчого шляху.
У 1897 році П. М. Третьяков придбав полотно Реріха "Гонець. «Повстав рід на рід», виставлене на весняній учнівській виставці в Академії мистецтв в Петербурзі. Цього відомого колекціонера зацікавили ідеї молодого талановитого художника, його задуми створити велику серію картин, присвячених найдавнішій історії Русі. Третьяков мав намір всю майбутню серію зібрати в своїй галереї, але в 1898 році його не стало, і це побажання збулося не цілковито.

## Дитинство і юність
Ранні враження дитинства — будинок на Васильєвському острові, літні поїздки до міста Острів Псковської губернії і в заміський маєток Ізвара під Петербургом, де він радісно стикнувся з сивою стариною при розкопках кургану, розповіді батька і діда про предків старовинного скандинавського роду Реріхів, пейзажі суворої російської Півночі, що на все життя врізаються в пам'ять, — все дивовижним чином, немов у фокусі, зібралося в душі і пам'яті майбутнього художника.
Батько Миколи Костянтиновича сподівався, що Микола як старший син успадкує його професію, стане юристом, але покликання, що рано визначилося, привело Реріха після закінчення гімназії К. І. Мая в 1893 році в стіни Петербурзької Академії мистецтв, хоча, за наполяганням батька, він змушений був одночасно вступити на юридичний факультет університету.
У Академії мистецтв Реріх став відвідувати майстерню А. І. Куїнджі. Метод викладання Куїнджі був відмінним від системи інших професорів Академії. Він прагнув перш за все розвинути в своїх учнях відчуття декоративності кольору. Не відмовляючись від роботи з натури, він наполягав на тому, щоб картини писалися з пам'яті. Художник повинен був в собі виношувати образ майбутнього твору, продумувати його композицію і колір. Так колись творили візантійські і староруські іконописці, старі італійські і нідерландські майстри, буддійські художники Сходу. Саме так Реріх згодом писав всі свої картини, називаючи їх «творами». Він рідко робив до них підготовчі етюди і ескізи.
Вивчаючи стародавню історію, беручи участь в археологічних розкопках, випробовуючи постійне тяжіння до природи, живописець прагнув надати художню концепцію «незрівнянно самобутньої минулої природи», російського історичного минулого. Особливо гостро Реріх відчував «пряму протилежність» природи і сучасного міста: «Город, що виріс з природи, загрожує тепер природі; місто, створене людиною, володарює над нею», — писав він. Розвиток промисловості в XIX столітті приводив до відчуження людини від природи, до порушення її цілісності, що викликало тривогу в різних країнах світу за долю духовних і етичних цінностей, накопичених людством. Шлях до духовного оновлення життя багато мислителів бачили в поверненні до природи. Ідеї Жана Жака Руссо придбали в XIX столітті ще більший сенс. У Росії Лев Толстой закликав до «спрощення»; у Індії Махатма Ганді зробив домашню прядку символом порятунку від машинізму; у Франції художник Поль Гоген у пошуках «первісного раю» біг з Європи на острів Таїті, а Пюві де Шаванн з тривогою запитував: «Що зробить з нами це вторгнення інженерів і механіків?».

## Слов'янський період

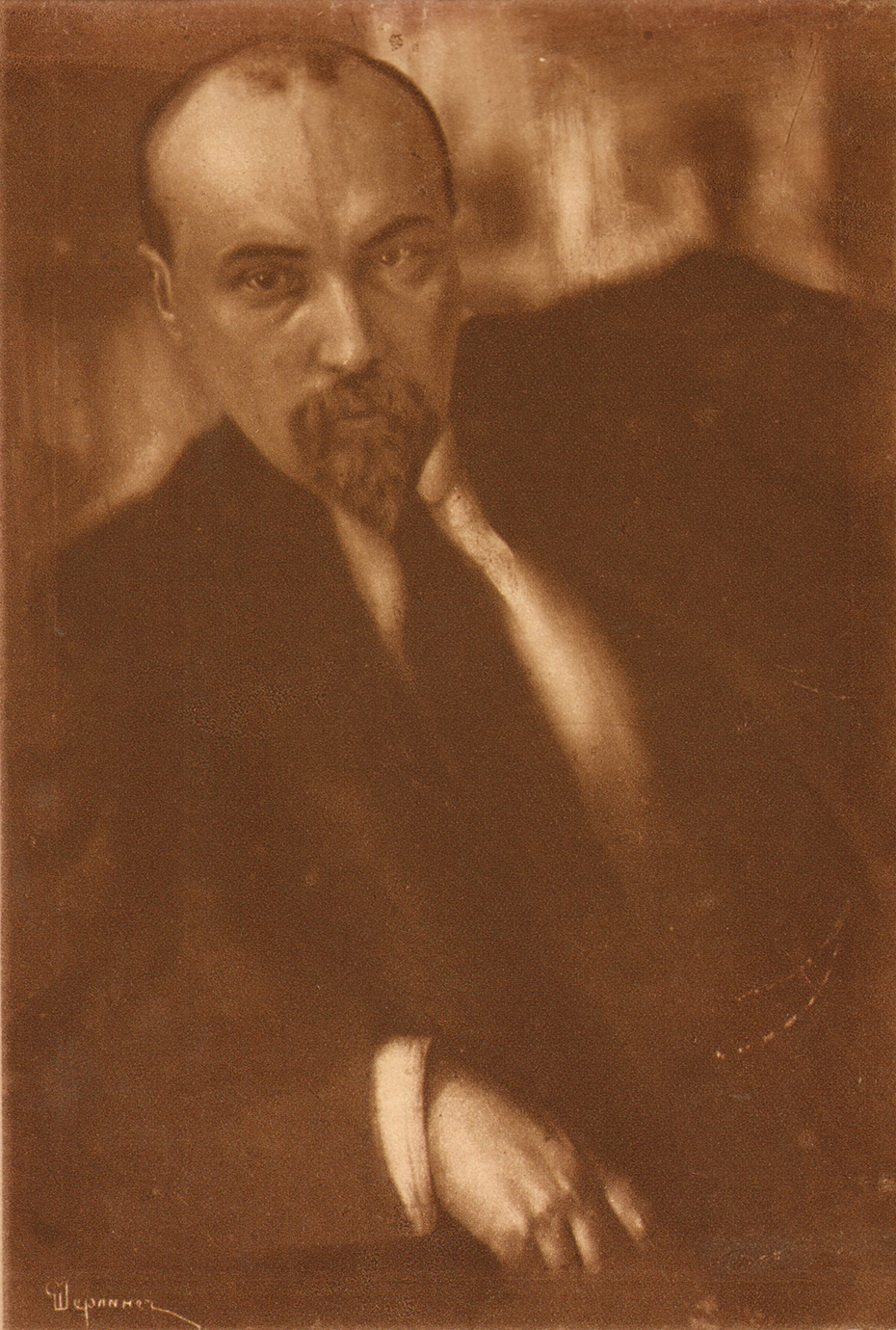
Микола Реріх. 1916.

Реріх замислює живописний цикл під назвою «Початок Русі. Слов'яни», в якому задається метою показати гармонійне злиття стародавньої людини з природою. Тему для картини «Гонець (Повстав рід на рід)» художник знайшов в «Повісті минулих літ» — першого руського літопису, складеного в XII столітті ченцем Києво-Печерського монастиря Нестором.
Ріг золотого місяця з'явився із-за густого лісу і освітив темряву ночі, вирвавши з темноти високий горб, схожий на мурашник, глухі житла на ньому, обнесені високим частоколом, тиху гладінь річки і човен з сидячим в ній старим і стоячим веслярем… Стан, повний тривоги, викликає побачене.
Картина написана під безперечним впливом Куїнджі (мотив «Місячної ночі»), але увага любителів мистецтва особливо привернула світовідчування, що позначилося в ній. Несподіваним виявився і вибір сюжету. Серед художників тоді було поширено і загально прийнято зображати в історичних картинах відомі особи і події. На полотні Реріха з'явилися безіменні герої стародавньої історії.
Майстерню Куїнджі відвідували в основному художники, що вже пройшли хорошу школу малювання. Реріх ще в дитинстві брав уроки у малювальника М. О. Мікешина. Заняття у Куїнджі, що розвинули в ньому оригінальну індивідуальність живописця-колориста, в частині малювання були недостатні. Це добре зрозумів сам художник при роботі в 1898 році над наступною картиною серії «Сходяться старці».
У 1899 році картина «Похід» звернула на себе увагу С. П. Дягильова, що запросив Реріха брати участь у виставці нового художнього об'єднання «Світ мистецтва». Відносини зі знов виниклим товариством «Світ мистецтва», очолюваним С. П. Дягильовим і А. Н. Бенуа, у Реріха складалися складно і суперечливо, але, коли в 1910 році товариство, що розпалося, знов відродилося, Реріх був вибраний його головою.
У 1900 році Реріх їде до Парижа, де відвідує студію відомого художника і педагога Ф. Кормона. Залишаючись вірним своїм темам і сюжетам (у Парижі він продовжує роботу над «Слов'янською серією»), але використовуючи досвід нових французьких художників, Реріх опановує колір і малюнок в живописі. У Парижі написані картини «Червоні вітрила. Похід Володимира на Корсунь», «Ідоли», «Заморські гості». Невелика за розміром картина «Червоні вітрила» була схвалена Кормоном.

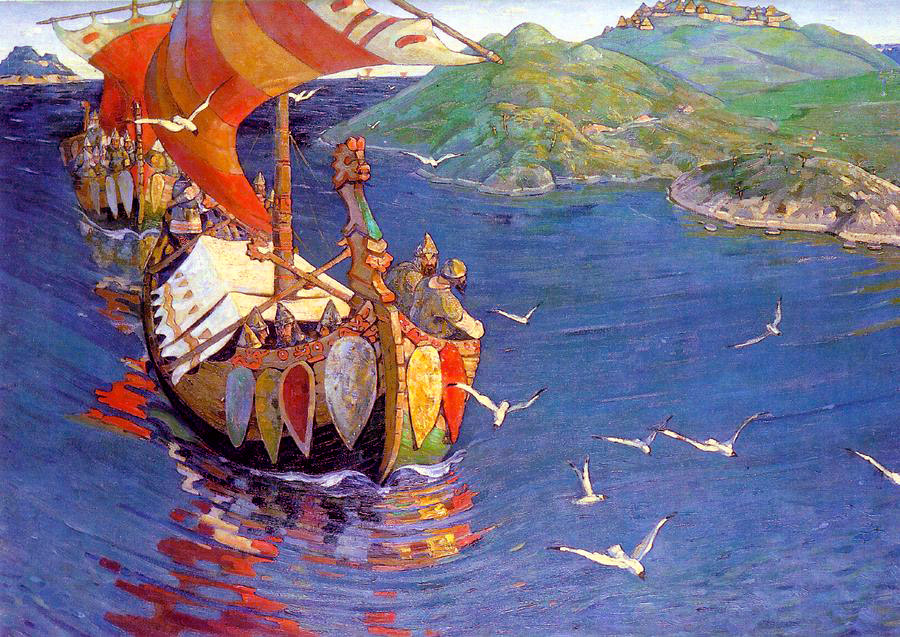
Микола Реріх. Заморські гості. 1901

Картину «Заморські гості» Реріх закінчує в 1901 році. Олійні фарби в повну силу кольору зазвучали на полотні. Нова для нього стилізована манера листа передає радісне, оптимістичне сприйняття життя.
Деякі картини Реріх супроводжував своєрідними за жанром літературними коментарями. Образ картини «Заморські гості» поетично відобразився в статті «По шляху з варяг в греки», написаної художником в 1899 році:
|  | Пливуть полуночні гості. Світлою смугою тягнеться пологий берег… Новий струмінь пробивається по стоячій воді… підніме роди слов'янські — побачать вони рідкісних, незнайомих гостей, подивуються вони на їх лад бойовий, на їх заморський звичай. Довгим рядом йде тура; яскраве розфарбовування горить на сонці. У рульового весла… сам конунг… стоїть. |

«Слов'янська серія» продовжується в картинах «Місто будують» (1902), «Будують храм» (1904), «Слов'яни на Дніпрі» (1905) та інших.
У пошуках своєї живописної мови, своєї художньої манери Реріх в цей час переходить від контрастної декоративності до тонального олійного живопису. Він міняє фактуру мазка, прагнучи до виразного монументально-декоративного рішення картини. На цьому шляху він неминуче повинен був стикнутися з мистецтвом Врубеля. Особливо хвилював Реріха колорит цього майстра «таємнича блакитна квітка» (за його виразом), що не в'янучи живе в мистецтві геніального російського художника. Картина «Місто будують» своєю новизною, декоративністю й імпресіоністичністю викликала протилежні думки критиків, але була високо оцінена художником В. А. Сєровим і рекомендована їм Раді Третьяковської галереї для придбання.
|  | … На високому березі широкої повноводної річки споруджуються міцні стіни і башти з міцних колод і дощок. Сонце хилиться до заходу, офарблюючи теплим коричневим кольором дерев'яні зруби. Довгі густі тіні лягають на землю. Бадьорим вітром тягне з річки, і скоро йде робота у людей в білих лляних сорочках. Сам князь спостерігає за будівництвом… Можливо, то Ярослав Мудрий, що «почав ставити міста по Русі»? |

## Велика поїздка Росією
У 1903—1904 роках Реріх здійснює велику поїздку Росією, що увінчалася численними етюдами старовинних архітектурних пам'ятників. Художник в них прагне перш за все передати потужність стародавніх кам'яних споруд, що пережили багато століть.
«Ростов Великий»… Частина могутнього ансамблю Ростовського кремля. Стіни, башти, церкви міцно уросли в землю і злилися воєдино з нею, деревами і небом. Жива гра світла і кольору на архітектурі — немов віддзеркалення знаменитих дзвонових дзвонів…
На запрошення художнього товариства «Манас» у Празі відкривається перша закордонна виставка робіт Реріха (1905). З того часу, постійно доповнювана новими картинами, перебуваючи в різних культурних центрах Європи, вона надовго залишається за кордоном.
У 1909 році на виставці «Салон» у Петербурзі Реріх показав ряд картин, і в їх числі «Бій» (1906), що став вершиною його творчості 1900-х років. Художник і художній критик А. Н. Бенуа, що завжди вимогливо відносився до живопису Реріха, відзначав «рідкісну досконалість виконання, велику витриманість техніки, її упевнену простоту». У картині «Бій», за словами Бенуа, Реріх «творив вільно, розпоряджався одними йому доступними засобами». Картина написана темпераментно, в бездоганно знайденій тональності.
|  | … Розірвані на безформні хмари темні хмари розкрили золоту заграву неба, що освітило сцену морського бою. Серед пінявих хвиль зіткнулися в рішучій сутичці воїни в турі з піднятими вітрилами. Похмурими свідками бою стоять самотні острови з фортецями. |

### Перехід від олії до темпери
Картиною «Бій» закінчився період олійного живопису Реріха. Художник рішуче і безповоротно перейшов від одного матеріалу до іншого, від олії до темпери. З його слів, «перші картини написані дуже товсто-товсто. „Сходяться старики“ вийшли… шорсткі і навіть гострі».
Побачивши картини італійського живописця Джованні Сегантіні, написані мастихіном, Реріх зрозумів, що можна зрізати густо покладений пастозний мазок і таким чином одержувати щільну емалеву поверхню. За твердженням художника «олія взагалі скоро набридла своєю густиною і темнотою. Сподобалася мюнхенська темпера Вурма». Цією темперою написано багато картин до 1914 року. Реріха полонила «легкість і звучність тонів» живопису темпери. Він говорив: «Суджено фарбам мінятися — хай краще картини стають снами, ніж чорними чоботами» (зважаючи на вицвітання темпери і зміни барвистого шару картин, написаних олією в ті роки, що було результатом змішання фарб, впливу довкілля, розкладання лаку; згадувався і гіркий досвід знаменитої картини А. І. Куїнджі «Місячна ніч на Дніпрі»).
Перехід від олії до темпери для Реріха був дуже важливим, він шукав тонших якостей кольору, йдучи від його матеріальної густини.

## Європейські подорожі
До 1914 року майже кожне літо Реріх відвідує Європу. 1908 рік — Париж; 1909 — Лондон, Голландія, Рейнські міста Німеччини; 1911 — знову Голландія і подорож Рейном; 1912 — знов Париж. Що шукав художник в цих подорожах? Ще Н. В. Гоголь відмітив, що і сама по собі «хороша… далека дорога!».
Реріх, немов передчуваючи загрозу знищення творінь людського духу, накопичених в століттях, прагне якомога глибше осягнути і виразити в своїх картинах характерні особливості російської і західної культур. Так, від картин язичницьких часів в ескізах декорацій до драми Г. Ібсена «Пер Гюнт» і опери Р. Вагнера «Валькірія» до картин середньовіччя в ескізах декорацій до «Тристану та Ізольді» Вагнера і «Принцесі Мален» М. Метерлінка, Реріх створював історичний образ західної культури і побуту, так само як в ескізах декорацій до «Снігуроньки» М. А. Римського-Корсакова і «Весні Священній» І. Ф. Стравінського він воскресив життя язичницьких слов'ян, а в живописних сюїтах до опер «Князь Ігор» А. П. Бородіна і «Псковитянка» М. А. Римського-Корсакова — російське середньовіччя. Ці ескізи стали закінченими творами, пройнятими глибоким розумінням музики. Реріх називав їх музичним терміном «сюїти». І в майбутньому роботи одного циклу, вже не пов'язані з певним музичним твором, він називав так само. Живопис Реріха завжди тісно зв'язаний з його музичними враженнями. Давно відмічена асоціативна залежність між звуком і кольором. Реріх, можна сказати, володів колірним звукосприйняттям.

## Талашків
Французький художник Пюві де Шаванн, один з родоначальників символізму в живописі, що мав вплив на раннього Реріха, говорив, що «істинна роль живопису — це одухотворення стін». Така можливість виконати «істинну роль» представилася Реріху в 1911 році в Талашкіно, маєтку княгині М. К. Тенішєвої під Смоленськом. Одна із засновниць товариства і журналу «Світ мистецтва», Тенішєва в 1905 році організувала в своєму маєтку школу і майстерню виробів прикладного мистецтва на зразок Абрамцевських майстерень. Зразками для талашкинськіх майстрів служили предмети російської народної творчості. Реріх гаряче вітав почин Тенішєвої і зробив для майстерні декілька ескізів меблів.
Тенішєва запропонувала Реріху розписати недавно побудований в Талашкіне храм Святого Духу. Реріх давно тяжів до монументального живопису. Його захоплювали храмові розписи Ярославля, він був зачарований барвистою декоративністю фрескового живопису Беноццо Гоццолі в Італії. Майстер не оминув і впливу російської ікони, що живо відобразився в його картинах: «Пишне дійство» (1907), «Георгій Переможець» (1908), «Книга голубина» (1911), та інших. Робота в Талашкінє давала йому можливість узагальнити досвід вивчення стародавнього живопису. У 1912 році розпис був закінчений, а в 1914 році за ескізом Реріха над входом храму була зроблена мозаїка із зображенням Спаса.

## Нові символічні сюжети та подорожі Реріха
Незадовго до початку першої світової війни в творчості Реріха з'являються нові символічні сюжети («Крик змія» «Зарево», «Корони», «Справи людські» «Вісник», «Град приречений» та інші). Виражені в них відчуття тривоги були сприйняті як пророчі. А. М. Горький назвав Реріха «великим інтуїтивістом».
У ці роки Реріх все більш занурюється в свої найпотаємніші мрії, що з юності хвилювали його уяву. Ще студентом Реріх познайомився з В. У. Стасовим. Це знайомство визначило багато майбутніх устремлінь і пошуки художника. У праці «Походження російських билин» (1868) і подальших статтях і книгах Стасов розвивав ідею про «перемінність російської культури і взагалі європейської від азійської». У бесідах із Стасовим визначалося для Реріха його наукове завдання — духовні зв'язки Росії зі Сходом, — яку він сподівався коли-небудь вирішити на неходжених стежках Монголії і Тибету. Не менший вплив на художника мали широко поширені серед народів Сходу і Заходу легенди і оповіді про таємничу країну, розташовану десь в неприступних горах чи то Індії, чи то Тибету. Середньовічні лицарі вірили, що там зберігається чаша Грааля, вищий символ лицарського присвячення і служіння. У Стародавній Русі з XII століття подорожували на схід у пошуках «земного раю», навіть знаходилися свідки, що бачили країну сліпучого світла, що сперечалося з сонячним, про що мовиться в «Посланні новгородського єпископа Василя тверському єпископу Федору». У XIV столітті було поширено «Сказання Зосими про ходіння до брахманів», де розповідається про те, як Зосима знайшов на Сході землю, де живуть «старики, подібні сину божому». Пізніше, в XVII столітті старообрядці-розкольники назвуть цю землю «Беловодьем» і не раз вирушатимуть на її пошуки. Індійці вважали священну гору Міру центром світу і джерелом щастя, Тибет і монголи країну безсмертя і вищої справедливості називали Шамбала. Реріх був вражений схожістю народних переказів, припущеннями Стасова. Художник починає будувати плани подорожі на схід. Все більш принадним стає «великий індійський путь», але події, пов'язані з першою світовою війною, і стан здоров'я примушують замість півдня їхати на північ, до Фінляндії, де художник з сім'єю поселяється в 1916 році.
Реріх завжди любив сувору Північ за її незайману красу, за віддаленість від промислових міст. «Вигадливі ліси всякими деревами. Квіткові трави. Глибоко хвилясті дали. Усюди дзеркала річок і озер. Горби і горби. Круті, пологі, моховиті, кам'янисті. Камені стадами навалені. Всяких відливів. Моховиті килими багато накинуті. Жовті із зеленим, лілові, червоні, оранжеві, чорні з жовтим…». Такий пейзаж в картині «Пантелеймон-цілитель» (1916).
На початку 1919 року Реріх з сім'єю виїжджає до Стокгольма, куди був запрошений у справах російського відділу «Балтійської виставки», що знаходилася в Швеції з 1914 року. До складу виставки входили картини Реріха, що ще з 1905 року переміщалися різними містами Європи. Художник показує свої роботи в північних країнах, звідки в 1920 році його шлях лежить далі, до Лондона.
У Лондоні відкривається виставка картин Реріха під назвою «The Spells of Russia» («Русские очарования»). Для дягильовськіх постановок в оперному театрі Ковент-Гарден художник виконує ескізи декорацій до «Князю Ігоря». Створюється сюїта на індійські теми «Сни Сходу».

## Переїзд до Америки
У листопаді 1920 року Реріх переїздить в Сполучені Штати Америки, де влаштовує ряд виставок своїх робіт, пише серії картин: «Священна», «Вісник», «Сюїта Океану».
Художник усюди шукає сліди минулого. Особливе, таємниче хвилювання він випробовує, спостерігаючи печери в горах, розколини, каньйони. У зв'язку з легендами про плем'я, що пішло під землю, про «чудеса підземні», Реріх вивчав у Фінляндії підземні ходи. У 1921 році той же інтерес приводить Реріха в Санта-Фе, штат Нью-Мехіко, де пишеться картина «Печери у скелях». Що стоїть за цим світом безмовності? Сліди зниклої цивілізації або загадкове життя, приховане від цікавих очей сучасників?
У Америці Реріх здійснює довго виношувані ним ідеї з організації музеїв, що включають всі види мистецтв. За ініціативою Реріха в Чикаго відкриваються Міжнародне товариство художників, товариство «Венець Миру», в Нью-Йорку — Інститут об'єднаних мистецтв. Трирічна діяльність в Америці увінчалася для Реріха здійсненням давно бажаної можливості відправитися в подорож Азією. Весною 1923 року Реріх повертається з сім'єю до Європи. Влітку і на початку осені він подорожує Італією і Швейцаріею, а в листопаді з Марселя відпливає на кораблі до Індії. Художник згадував вірші Олександра Блока:
|  | Встретив на горном Тебя перевале Мой прояснившийся взор Понял тосканские дымные дали И очертания гор… |

## Подорожі на Схід
1923 рік був, мабуть, єдиним в житті Реріха, коли він не написав майже жодної картини. Він переходив з мрії в реальність. Він вступав у «нетрі Азії». У грудні 1923 року — Реріх в Індії. Почався перший етап життя на Сході. Він був порівняно коротким. До осені 1924 року Реріх подорожує Індією, малює серію картин «Зародження таємниць». Під час подорожі Сіккімом, місцевістю найдавніших буддійських монастирів, він робить велику кількість етюдів, розділених ним на дві серії — «Сикким» і «Монастирі і ступи». У той час в США, у Нью-Йорку, відкривається музей його імені. Восени 1924 року з Індії Реріх повертається в Сполучені Штати. Картини, археологічні знахідки Реріх розміщує в Нью-йоркському музеї. Це ще більш привертає увагу художніх і наукових кіл до цілей азійських експедицій Реріха.
У грудні 1924 року він знову в Індії. Новий етап, що ознаменувався трирічною Центральноазійською експедицією (1925—1928), був найзначнішим у житті Реріха. Пошукам, часом ризикованим, російсько-індійських зв'язків на стежках Центральної Азії Реріх присвятив книгу «Алтай-Гімалаї». У плани маршруту входила подорож Алтаєм. Шлях на Алтай лежав через Москву, і тому в 1926 році Реріх з сім'єю, після переговорів з Радянським урядом, приїжджає до Росії. У Москві він дарує ряд своїх картин з серії «Майтрейя» і передає відоме нині Послання гімалайських Махатм, духовних вчителів Сходу, про яких на Заході знали ще в XIX столітті. У Москві Реріх зустрічається з художниками і політиками, в бесідах він висловлює своє бажання в майбутньому повернутися на батьківщину. Цими своїми відчуттями і намірами згодом Реріх постійно ділився з художником І. Э. Грабарем в листуванні, що тривало з 1938 по 1947 рік. Унікальні матеріали, зібрані в результаті експедиції, частково були відправлені до Америки, частково чекали обробки в заснованому Реріхом у 1928 році в Індії Інституті гімалайських досліджень «Урусваті». Поряд з інститутом, в долині Кулу, стала постійно жити й сім'я художника.
Ще в Радянському Союзі Реріх почав рух за охорону пам'яток старовини і взагалі пам'яток культури. У 1929 році, за його пропозицією, був розроблений проект Пакту, який передбачав захист історичних, культурних і наукових пам'яток у воєнний час. Пакт Реріха одержав широку підтримку багатьох відомих діячів культури і науки, в різних країнах були утворені постійні комітети Пакту, проводилися міжнародні конференції. Реріх був висунутий в кандидати на Нобелівську премію миру. Ідеї Пакту поступово відродилися після Другої світової війни.

## «Гімалайська серія»
Усюди, де б не проходив художник, його шлях супроводжувався картинами і етюдами, що об'єднувалися у великі серії, але, мабуть, найграндіознішою стала «Гімалайська серія». Реріх писав її з першої зустрічі з Гімалаями до кінця життя. Етюди гімалайських гір, освітлених сонцем, оповитих хмарами, покритих снігом, занурених в синяву ночі, самотніх, величних, стали могутньою симфонією кольору, створеною вищою напругою духу художника, апофеозом всієї його творчості.
Реріх в живописі прагнув до максимальної чистоти тону, яскравості кольору, до вишуканої краси. Використовуючи вражаючі можливості темпери не тільки відомих європейських фірм Лефранка і Джорджі Роуней, але і лааїстськіх художників Монголії і Тибету, він розкривав її щонайширшу колірну амплітуду від м'яких, оксамитових тонів в картині «Ашрам», до пронизливо дзвінкого кольору в картині «Меч Гесера». У картинах і етюдах Гімалайського циклу Реріх переходить від кольору земних предметів, що дробиться, до локального кольору Космосу. Він бачить золотом або сріблом Землю, що світиться, в блакитних космічних просторах («Меч Гесера» «Гуга Чохан»). Реріх стає людиною космічної свідомості. Це мимоволі відчувається і сучасниками художника. Вони називають живописний світ Реріха «Державою» (Леонід Андрєєв), його самого величають «Майстром Гір» (Барнет Д. Конлан).

## 1947 рік
Фотографії 1947 року, що зберегли образ Реріха, справляють сильне враження. Не зважаючи на хворобу, його погляд повний надзвичайної сили. Очі передають глибоку внутрішню зосередженість, наполегливу думку, могутні зусилля волі.
13 грудня 1947 року Реріха не стало.
У стародавній долині Кулу, батьківщині епічних оповідей індійського народу, стоїть камінь з написом на санскриті «Тіло Махаріши Миколи Реріха, великого друга Індії, було передане спалюванню на цьому місці 30 магхар 2004 року Вікрам ери, що відповідає 15 грудня 1947 року. ОМ РАМ».

## Підсумки всієї творчості
Якось Реріх сказав про Врубеля: «Немає теплоти близькості в дальньому сяйві, але багато принадності, багато нових путей». Ці слова повною мірою прикладені до особи і творчості самого майстра.
Реріх ніколи не писав портретів, натюрмортів, не ставив перед собою чисто формальних завдань, він був вигадником історичного пейзажу і картин, пов'язаних з міфологічними сюжетами. Переконливість історичних пейзажів Реріха — в поєднанні наукової достовірності з пантеїстичним світовідчуванням, сприйняттям явищ природи і її образів як знаків, знамень, сприйнятті їх таємничого зв'язку з власною долею. У пейзажах одержали віддзеркалення його глибокі внутрішні переживання, шукання у минулому відповідей про майбутнє, які, врешті-решт, кристалізувалися в девіз: «Із стародавніх чудових каменів складете ступені майбутнього».
Поглиблено вивчаючи період кам'яної доби, Реріх як археолог і художник випробовував якнайглибше хвилювання. Він знаходив особливу красу в предметах життя стародавніх людей.
Історичні пейзажі в картинах Реріха — своєрідна проповідь — «назад до природи!» з тим розумінням, що сучасна природа, якщо в неї не втручається безрозсудна діяльність людини, зберігає в собі багато що недоторканним, і тому, споглядаючи її, людина нового часу споглядає не тільки сьогодення, але і живе минуле, на тлі якого, в середовищі якого пройшла життя його предків.
Реріх зрозумів, що мистецтво — це магічний дотик до минулого, а не суха реконструкція предметів стародавнього життя, що для зображення історичного пейзажу потрібна особлива мова. За визнанням художника, він особливо любив картини голландських майстрів, причому навіть «малих» голландців (їхні твори він колекціонував), але ми не знайдемо ні в одній роботі Реріха ні наслідування їм, ні їхні впливи.
Реріх не тільки добре знав старих майстрів європейського живопису, але, багато подорожуючи містами Європи, уважно стежив за станом сучасного йому мистецтва. Саме широка освіченість давала йому можливість знайти власну манеру живописця, свій стиль.
У Реріха був своєрідний літературний талант. Він багато писав про природу, про мистецтво. У своїх статтях він виступає не тільки як художник, але і як громадський діяч, їх відрізняє ясність думки, твердість переконань. Поезія Реріха сокровенна. Її символіка — для вузького круга присвячених. Поєднання таємничої поезії і публіцистичної прози характерно утілилося в картинах Реріха. У них таємничість належить сюжету, вираженому в назві картини. Ці назви глибоко поетичні, вони грають важливу роль в сприйнятті твору. Художник як би примушує глядача напружено відгадувати, вишукувати щось в зображенні через назву картини і поступово занурює його в світ нових, невідомих образів («Майтрейя», «Гесер», «Шамбала», «Ченрези», «Гуга Чохан» і так далі). Реріх пише картини-шифри якихось дивних, загадкових понять і символів. У них або відповіді художника на ті завдання і цілі, що він переслідував на Сході, або питання, звернені до майбутнього.
У російський період творчості духовні цінності художника лежали у далекому минулому, серед «старовинних чудових каменів». Вони утілювалися в казкові картини і історичні пейзажі. На Сході його головною темою стали духовні поняття, нерозривно зв'язані між собою і виражені двома словами — «Майтрейя» і «Шамбала».
Поняття минулого стали для Реріха глибокими символами сьогодення і майбутнього (за вченням пізнього буддизму, Майтрейя — майбутній Будда, який повинен утілитися в Шамбалі). Художник всі явища сучасного йому життя (революції, війни, стихійні біди), заломлював крізь образи стародавнього культу, який він відкрив для себе і через символи якого сприймав новий час.
На порозі дивовижних життєвих подій в Росії 1916 роки Реріх натхненно писав: «Звездные руны проснулись. Бери свое достоянье. Оружье с собою не нужно. Обувь покрепче надень. Подпояшься потуже. Путь будет наш каменист. Светлеет восток. Нам пора.»
У багатьох пейзажах Реріха над горизонтом тягнуться довгі гряди хмар, крізь які світиться те нескінченне «дальнє небо», до якого незмінно прагнула творча фантазія художника.
Знамениту фразу Ф. М. Достоєвського «Краса врятує світ» Реріх вимовляв по-своєму: «Усвідомлення краси врятує».

## Пакт Реріха,Знамено миру
Багато з тих, хто близько знав Миколу Костянтиновича Реріха, називали його життя справді незвичайним. Всесвітньовідомий художник, академік живопису, він створив понад сім тисяч картин, фресок, мозаїк для громадських будівель і храмів. Яскравим був його внесок у театрально-декораційне мистецтво.
Духовна скарбниця людства поповнилась не тільки художніми полотнами М. К. Реріха, а й його літературно-філософською спадщиною, що становить 27 томів, не рахуючи численних нарисів та статей. М. К. Реріх був відомий також як мандрівник і вчений, що зробив вагомий внесок в археологію і етнографію, у філософію і правознавство, в історію мистецтва, культури і релігій. Він був почесним членом ряду культурних і наукових організацій багатьох країн і відзначений численними нагородами!
Особливу роль в житті великого художника становила його широка громадська діяльність. Зокрема, з іменем М. К. Реріха пов'язаний один з найгуманніших рухів XX століття, пройнятий ідеєю миру між народами і відомий як Пакт Реріха, Знамено Миру. Девіз цього руху «Мир через Культуру» наголошував на необхідності міжнародного захисту як у воєнний, так і в мирний час освітніх і культурних установ, духовних скарбів людства, втілених у пам'ятках історії і культури. Протягом усього свого життя М. К. Реріх став на захист всього, що створене людським генієм і повинне бути збережене для майбутніх поколінь. Мислитель і художник настійно звертав увагу світової громадськості на те, що знищення надбань культури підриває основи, на яких зростає духовність.
На підтримку Пакту Миру, Пакту Культури виступали глави урядів, представники вищого духовенства і громадськості. Рух за просування ідей Пакту ширився у всьому світі, мав численних послідовників. Недарма, коли у Білому Домі представники 21 країн у присутності президента США підписали Міжнародний Договір з охорони Художніх і Наукових Установ, Місій і Колекцій, відомий відтоді як Пакт Реріха, президент Ф. Рузвельт відзначав глибокий духовний зміст, закладений у цьому Договорі.
Його неминучу значимість підтвердила пізніше, у 1954 році, скликана з ініціативи ЮНЕСКО міжурядова конференція в Гаазі, в основу роботи якої було покладено Пакт Реріха і прийнято відповідну Конвенцію. Світова громадськість виступила на підтримку реріхівської ідеї міжнародної солідарності у справі захисту світових надбань культури. Пакт, підписаний у розширеному вигляді у Гаазі, був ратифікований шістдесятьма країнами, в тому числі й СРСР.
В історії бувають дати, які можна назвати вікопомними. Реріхівський Пакт Миру було підписано у Білому Домі у квітні 1935 року. М. К. Реріх завжди твердив, що хоч війну, як вияв людського здичавіння, на жаль, не можна заборонити, їй можна протиставити злиту воєдино всенародну волю.
У Пакті Реріха пропонувалося захист всенародних надбань мистецтва і науки здійснювати під міжнародне визнаним прапором Знаменом Миру. Це мало свідчити про міжнародну нейтральну територію і надавало право на особливий захист з боку держав і народів, що домовились між собою. Звичайно, М. К. Реріх розумів, що подібно до того, як нелегко втілювався у життя замисел Червоного Хреста, так тільки поступово люди зрозуміють свою відповідальність за збереження спільних цінностей і досягнуть взаєморозуміння. Стимулом для цього служитиме Пакт і Знамено Миру.
Для Знамена Миру М. К. Реріх не випадково обрав символічний знак, відомий народам світу ще з далекої давнини. Це три близько розташованих круги, що утворюють звернений догори трикутник символ еволюції на тлі вічності, єдності минулого, сучасного і майбутнього. Три круги символізують також фізичний, ментальний і духовний світи, а ще — неподільні складові культури: науку, релігію, мистецтво.
Цей знак, як писав М. К. Реріх, можна зустріти на старовинних іконах, священних предметах монастирів, на стародавній зброї, печатях, монетах…
Розгорнемо, наприклад, велетенську епопею «Літопис руський» (за Іпатським списком) документальне першоджерело про події всесвітньої історії та історії Давньої Русі від незапам'ятних часів до кінця XIII ст. Серед 570 вміщених тут документів-ілюстрацій привертає увагу зображення монет X—XI ст. золотар і срібник Володимира Святославича. На них можна побачити той же знак: три круги у формі зверненого догори трикутника. Знак, що уособлює високий символ, тримає у правій руці князь Володимир Святославич, названий православною церквою святим і рівноапостольним. Адже саме за життя святого рівноапостольного Володимира, князя Київського, тисячоліття тому й відбулося Хрещення Русі.

## Пам'ять
У місті Кривий Ріг до 2024 року існувала вулиця Реріха. 26 січня 2024 року вулицю Реріха перейменували на вулицю Отаманську.